# Colibrí rogenc
El colibrí rogenc (Selasphorus rufus) és un colibrí, per tant un ocell de la família dels troquílids (Trochilidae), amb hàbits força migratoris.

## Descripció

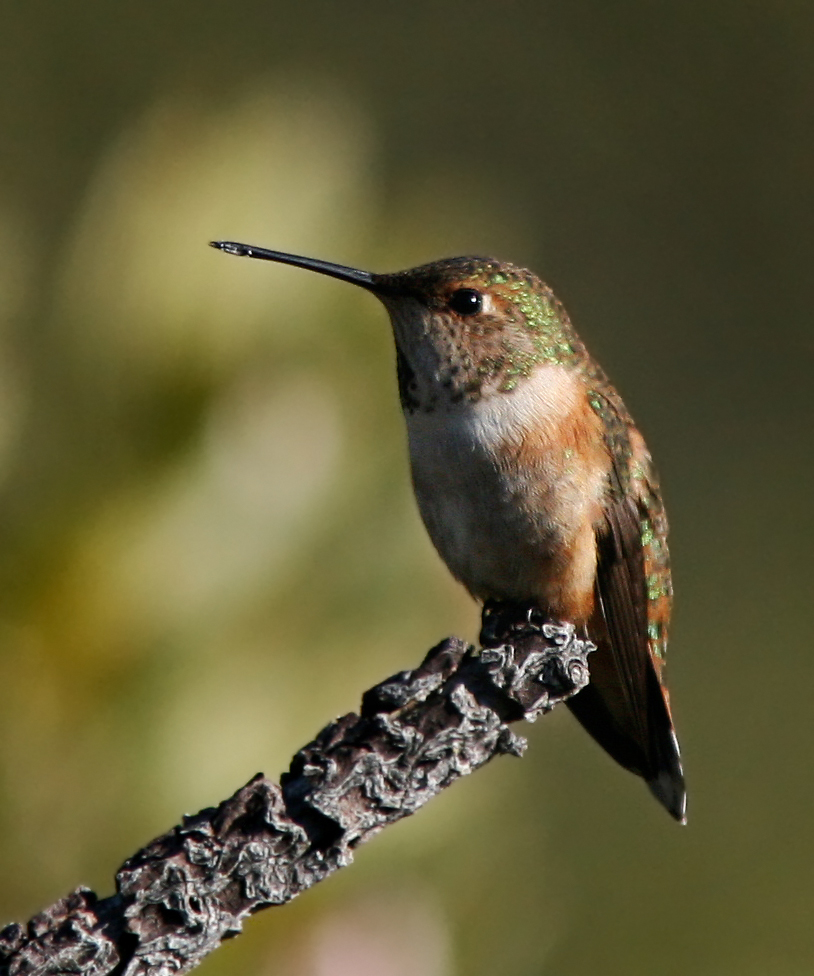
Femella

- Fan una llargària de 7 – 9 cm, amb un pes de 2 – 5 g, essent la femella una miqueta major que el mascle.
- El mascle té el pit blanc, cara, dors, flancs i cua de color rogenc, amb un pegat a la gola amb iridescències vermelles. Alguns tenen una mica de verd a la part posterior i el capell.
- La femella té dors verd amb una mica de blanc, algunes plomes ataronjades iridescents al centre de la gola, i una cua negra amb puntes blanques i base vermellosa.

## Alimentació
S'alimenten de nèctar de les flors amb una llarga llengua extensible i també atrapen insectes en vol.

## Hàbitat i distribució
Crien en zones de boscos de coníferes, matolls, prats i ciutats de la zona nord-occidental d'Amèrica del Nord, des de les muntanyes des del sud d'Alaska, cap al sud, a través del sud de Yukon, oest i sud de la Colúmbia Britànica, sud-oest d'Alberta i oest de Montana, fins al nord-oest de Califòrnia, est d'Oregon i centre d'Idaho.
Són ocells migratoris i molts d'ells migren a través de les muntanyes Rocoses i les terres baixes properes durant el juliol i l'agost per aprofitar la temporada de flors silvestres de la zona. Poden romandre en un lloc durant un temps considerable, defenent de manera agressiva les zones d'alimentació.
Passen l'hivern a l'estat de Guerrero, Mèxic, després d'haver viatjat més de 2.000 quilòmetres per terra, un viatge prodigiós per a un ocell tan petit.